# Gà lôi Satyr

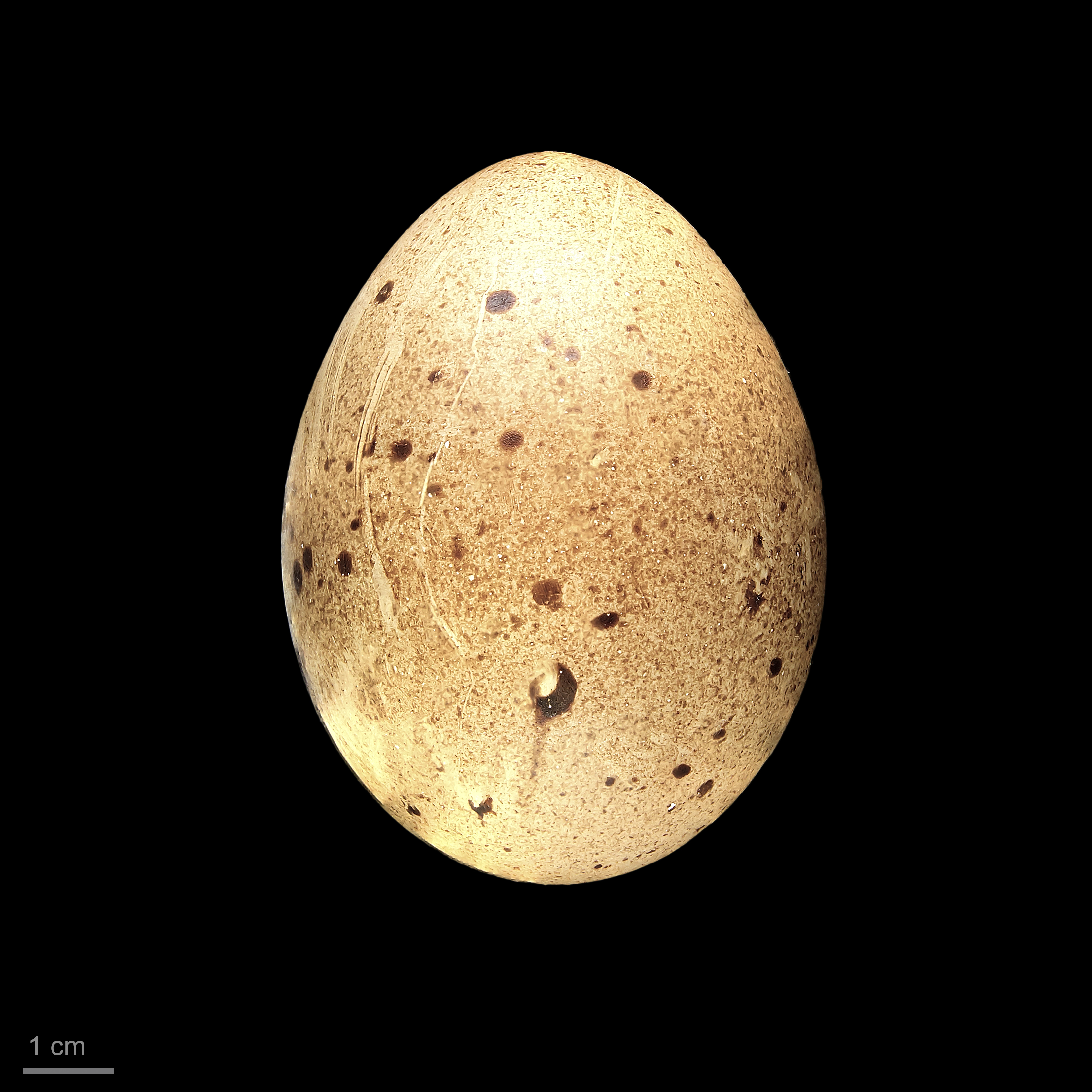
Tragopan satyra

Gà lôi Satyr, tên khoa học Tragopan satyra, là một loài chim thuộc họ Trĩ. Loài này được tìm thấy ở trong Himalaya ở Ấn Độ, Tây Tạng, Nepal và Bhutan. Chúng cư trú trong rừng gỗ sồi ẩm và đỗ quyên rừng rậm dày đặc và các cụm tre. Chúng phân bố ở độ cao khoảng từ 8.000 đến 14.000 feet trong mùa hè và 6.000 feet trong mùa đông. Con trống dài khoảng 70 cm.